# جيم ستيوارت (لاعب كرة قدم أمريكية)
جيم ستيوارت (بالإنجليزية: Jim Stuart)‏ هو لاعب كرة قدم أمريكية أمريكي، ولد في 2 يوليو 1919 في هيرميستون في الولايات المتحدة، وتوفي في 15 ديسمبر 1985.